# Levi Heimans
Levi Heimans (Diemen, 24 de julio de 1985) es un deportista neerlandés que compitió en ciclismo en la modalidad de pista, especialista en las pruebas de persecución.
Ganó dos medallas en el Campeonato Mundial de Ciclismo en Pista de 2005 y una medalla de bronce en el Campeonato Europeo de Ciclismo en Pista de 2010.
Participó en tres Juegos Olímpicos de Verano, en la prueba de persecución por equipos, ocupando el quinto lugar en Atenas 2004, el quinto lugar en Pekín 2008 y el séptimo en Londres 2012.

## Medallero internacional
| Campeonato Mundial | Campeonato Mundial            | Campeonato Mundial | Campeonato Mundial      |
| Año                | Lugar                         | Medalla            | Competición             |
| ------------------ | ----------------------------- | ------------------ | ----------------------- |
| 2005               | Los Ángeles ( Estados Unidos) | Medalla de plata   | Persecución por equipos |
| 2005               | Los Ángeles ( Estados Unidos) | Medalla de bronce  | Persecución individual  |
| Campeonato Europeo |                               |                    |                         |
| Año                | Lugar                         | Medalla            | Competición             |
| 2010               | Pruszków ( Polonia)           | Medalla de bronce  | Persecución por equipos |